# Groupe Barceló
Pour les articles homonymes, voir Barceló.
Le Groupe Barceló (ou Grupo Barceló, officiellement Barceló Corporación Empresarial), est une entreprise espagnole spécialisée dans l'hôtellerie et le voyage. L'entreprise, fondée en 1931, a son siège à Palma de Majorque aux Baléares.
Avec 250 hôtels dans 22 pays (filiale Barceló Hotels Group), le groupe Barceló est la deuxième chaîne hôtelière espagnole et la 29e au monde. Le groupe possède également un réseau de 700 agences de voyages et la compagnie aérienne Evelop Airlines (filiale Ávoris),

## Histoire
En 1931, Simon Barceló (1902-1958) fonde "Autocares Barceló", une petite entreprise familiale spécialisée dans le transport de personnes et de biens, basée à Felanitx sur l'île de Majorque aux Baléares. Ses fils Sebastián Barceló Oliver (1930-2009) et Gabriel commencent très jeunes à aider leur père dans sa petite entreprise de transport. En 1954, Sebastián ouvre la première agence de voyages du groupe. Dans les années 1960, lorsque la flotte d'autocars du groupe devient trop importante, les deux frères lancent une entreprise de construction chargée de construire un garage suffisamment grand.
En 1962, le premier hôtel Barceló est créé à la suite du rachat de l'ex-Hotel Latino à Majorque avec la création de la division « Barceló Hotels & Resorts ». En 1964, le groupe créé la division « Barceló Viajes ». En 1965, Barceló créé le style « Pueblo » (Barceló Pueblo Palma). En 1970, Barceló ouvre son premier hôtel sur la péninsule ibérique dans la province d'Alicante (Barceló Pueblo Benidorm).
En 1981, Barceló rachète le voyagiste « Turavia » (branche voyages), ce qui marque le début de l'internalisation du groupe. L'année 1985 est marquée par l'ouverture du premier hôtel en République dominicaine (Barceló Bávaro Beach Resort à Punta Cana) qui marque l'internationalisation de la branche hôtellerie. En 1990, il s'ensuit l'ouverture du premier hôtel en Amérique centrale (Barceló San José Palacio au Costa Rica), puis en 1992, l'ouverture du premier hôtel aux États-Unis (Washington) et en 1995 l'ouverture du premier hôtel urbain (Barceló Hotel Sants à Barcelone).[réf. souhaitée]
En 1996, Barceló signe un partenariat avec le voyagiste britannique « First Choice » pour le marché espagnol. En 2002, Barceló acquiert l'agence hôtelière américaine Crestline Capital présente dans 12 États, et crée la branche américaine du groupe "Barceló Crestline".[réf. nécessaire] Fin 2004, le groupe achève une campagne de rénovation des 90 hôtels Crestline.
En 2006, Barceló créé « Playa Hotels & Resorts » destiné au marché du tourisme en Amérique Latine et aux Caraïbes. En 2011, le groupe Barceló fait son entrée en Italie via un partenariat avec Aran Group Hotels. En 2012, le groupe Barceló quitte le marché britannique.
En 2013, le groupe Barceló annonce la création de la marque Evelop Airlines, sa propre compagnie aérienne détenue à 100% par sa filiale voyages Barceló Viajes SL, et qui réceptionne son premier Airbus A350-900 en mars 2019. En 2017, la filiale voyages Barceló Viajes est rebaptisée Ávoris.
En novembre 2017, le groupe Barceló fait une offre de rachat de son concurrent espagnol NH Hotel Group,, une offre finalement rejetée en janvier 2018.
En novembre 2018, le groupe ouvre son premier hôtel 5 étoiles sur le sol marocain dans l'ancien hôtel Rivoli,. En 2018, le groupe hôtelier cumule 13 nouvelles ouvertures, et annonce l'année suivante un budget de 250 millions d'euros pour poursuivre sa croissance. En mai 2019, le groupe annonce son retour en Tunisie après avoir quitté le pays lors du Printemps arabe, ainsi qu'une enveloppe budgétaire de 100 millions d'euros pour se développer en Turquie et une première ouverture en Hongrie. Au Mexique, un parc d'attraction (le "Ventura Fly & Ride Park") est prévu au sein du futur hôtel du groupe en construction sur la Riviera Maya.
En avril 2019, la presse révèle la préparation d'une mise en vente par le groupe Barceló de sa filiale Ávoris, ce qui inclut la compagnie aérienne Evelop.

## Activités

### Description
La division hôtelière du Groupe Barceló porte le nom générique de « Barceló Hotels & Resorts » et compte 182 hôtels (46 922 chambres) répartis dans 17 pays d'Europe, Asie, Afrique et Amérique (2009). Aux États-Unis existe la filiale « Crestline Hotels & Resorts » (Barceló Crestline Corporation) qui comportait 70 hôtels en 2008. Il existe trois marques d'hôtels de gamme plus ou moins luxueuse : « Barceló Premium » (81), « Barceló » (95) et « Barceló Comfort » (6).
En 2009, la division voyages compte plus de 450 agences distribuées dans 23 pays. Les marques que commercialise cette entreprise sont "Barceló Viajes", "Amex Barceló Viajes" et "Vacaciones Barceló", en fonction du type de voyage (entreprise, tourisme, etc.).

### Structure
Barceló Corporación Empresarial (Groupe Barceló)
- Division hôtellerie
  - Barceló Hotels & Resorts (Europe & Afrique du Nord, Amérique latine & Caraïbes)
  - Barceló Crestline Corporation (États-Unis)
- Division voyage
  - Barceló Viajes
  - Amex Barceló Viajes (American Express-Barceló Viajes)
  - Barceló Club
  - Vacaciones Barceló
  - Evelop Airlines : compagnie aérienne charter
- Autres entreprises communes
  - Playa Hotels & Resorts S.L. (Mexique, Amérique latine, Caraïbes)

## Établissements
Pour l'année 2009, les branches hôtellerie et voyage du Groupe Barceló se répartissent de la manière suivante:
| Continent                  | Pays                   | Agences de voyages | Hôtels | Ville        | Photos |
| -------------------------- | ---------------------- | ------------------ | ------ | ------------ | ------ |
| Europe                     | Bulgarie               | 1                  | -      |              |        |
| Europe                     | Tchéquie               | -                  | 2      | Prague       |        |
| Europe                     | Allemagne              | -                  | 2      | Cologne      |        |
| Europe                     | Allemagne              | -                  | 2      | Hambourg     |        |
| Europe                     | Portugal               | 4                  | -      |              |        |
| Europe                     | Espagne                | 336                | 49     | Séville      |        |
| Europe                     | Espagne                | 336                | 49     | Madrid       |        |
| Europe                     | Espagne                | 336                | 49     | Punta Umbría |        |
| Europe                     | Espagne                | 336                | 49     | Barcelone    |        |
| Europe                     | Royaume-Uni            | -                  | 21     |              |        |
| Europe                     | France (Outremer)      | 2                  | -      |              |        |
| Europe                     | Italie                 | -                  | 1      | Milan        |        |
| Amérique du Nord           | États-Unis             | -                  | 64     |              |        |
| Amérique du Nord           | Mexique                | 13                 | 10     |              |        |
| Amérique latine & Caraïbes | Argentine              | 17                 | -      |              |        |
| Amérique latine & Caraïbes | Brésil                 | 1                  | -      |              |        |
| Amérique latine & Caraïbes | Bolivie                | 3                  | -      |              |        |
| Amérique latine & Caraïbes | Chili                  | 8                  | -      |              |        |
| Amérique latine & Caraïbes | Colombie               | 2                  | -      |              |        |
| Amérique latine & Caraïbes | Costa Rica             | 8                  | 4      |              |        |
| Amérique latine & Caraïbes | Cuba                   | -                  | 5      | Cayo Largo   |        |
| Amérique latine & Caraïbes | Cuba                   | -                  | 5      | Varadero     |        |
| Amérique latine & Caraïbes | République dominicaine | 13                 | 9      | Bavaro       |        |
| Amérique latine & Caraïbes | Équateur               | 2                  | 1      |              |        |
| Amérique latine & Caraïbes | El Salvador            | 2                  | -      |              |        |
| Amérique latine & Caraïbes | Guatemala              | 2                  | 1      |              |        |
| Amérique latine & Caraïbes | Haïti                  | 1                  | -      |              |        |
| Amérique latine & Caraïbes | Honduras               | 2                  | -      |              |        |
| Amérique latine & Caraïbes | Nicaragua              | 3                  | 2      |              |        |
| Amérique latine & Caraïbes | Panama                 | 2                  | -      |              |        |
| Amérique latine & Caraïbes | Paraguay               | 1                  | 1      | Asuncion     |        |
| Amérique latine & Caraïbes | Pérou                  | 2                  | -      |              |        |
| Amérique latine & Caraïbes | Porto Rico             | 4                  | -      |              |        |
| Amérique latine & Caraïbes | Uruguay                | 2                  | -      |              |        |
| Amérique latine & Caraïbes | Venezuela              | 2                  | -      |              |        |
| Afrique & Moyen-Orient     | Algérie                | -                  | 1      |              |        |
| Afrique & Moyen-Orient     | Égypte                 | -                  | 1      |              |        |
| Afrique & Moyen-Orient     | Maroc                  | -                  | 9      |              |        |
| Afrique & Moyen-Orient     | Tunisie                | -                  | 1      |              |        |
| Afrique & Moyen-Orient     | Turquie                | -                  | 4      |              |        |

## Gouvernance
Depuis sa fondation, le Groupe Barceló est une entreprise familiale, contrôlée à 100 % par les générations successives de Barceló des Baléares.[réf. nécessaire]

## Récompenses
- 2007 : Prince Felipe Business Excellence Award dans la catégorie Business Competitiveness-Big Business[25]

## Polémiques
La trajectoire du Groupe Barceló et de ses activités, spécialement en Amérique latine, ont été critiquées par quelques collectifs, en République dominicaine et au Nicaragua où elles ont été dénoncées par les gouvernements. Selon eux, l'entreprise a bénéficié d'alliances politiques dans les pays en voie de développement pour augmenter ses bénéfices et maintenir ses emplois dans des conditions de travail dures.
En 2009, Joan Buades, ex-député (« Les Verts d'Ibiza »), a publié l'ouvrage Do not disturb Barceló. Viaje a las entrañas de un imperio turístico (lit. "Ne dérangez pas Barceló. Voyage dans les entrailles d'un empire touristique"), dans lequel il dénonce le prétendu manque de respect du Groupe Barceló envers les lois, l'environnement et les communautés des lieux dans lesquels il s'installe. Dans une entrevue, l'auteur a déclaré que cet ouvrage était un travail de commande pour l'organisation ATR, Acción por un Turismo Responsable (lit. "Action pour un Tourisme Responsable") de Barcelone.